# Black Coffee (film, 1931)
Black Coffee är en brittisk detektivfilm från 1931 i regi av Leslie S. Hiscott. Baserat på pjäsen Black Coffee från 1930 av Agatha Christie med hennes berömda privatdetektiv Hercule Poirot, med Austin Trevor som Poirot och Richard Cooper som hans följeslagare kapten Arthur Hastings.
Detta var ett av tre framträdanden som Trevor gjorde som Poirot, efter att även ha medverkat i Alibi (1931) och Tretton vid bordet (1934).